# Nelson Solórzano
Nelson Abelardo Solórzano Aponte (Caracas, 30 maggio 1959) è un ex cestista e allenatore di pallacanestro venezuelano.

## Carriera
Con il Venezuela ha disputato i Giochi olimpici di Barcellona 1992, i Campionati mondiali del 1990 e tre edizioni dei Campionati americani (1988, 1992, 1993).
Dal 2010 al 2011 ha allenato la squadra dei Toros de Aragua